# Лычно (Псковская область)
Лы́чно (Зы́кова Гора́) — деревня в Струго-Красненском районе Псковской области России. Входит в состав сельского поселения «Марьинская волость».

## География
Находится на северо-востоке региона, в центральной части района, в лесной местности около р. Черебенка. Произрастает ольха, берёза.
Уличная сеть не развита.

## История
Первое упоминание населённого пункта на этом месте относится к 1585-87 гг. как дер. Лычка Заклинской губы Заклинской засады.
В 1941—1944 гг. деревня находилась под фашистской оккупацией войсками Гитлеровской Германии.
С образованием Стругокрасненского района с 1927 до 1995 года деревня входила в Симанологский сельсовет, с января 1995 до января 2010 года — в Симанологскую волость.
С 1 января 2010 года с упразднением Симанологской волости деревня входит в Марьинскую волость.

## Население
| 2001 | 2002 | 2010 | 2011 |
| ---- | ---- | ---- | ---- |
| 3    | ↗16  | ↘5   | ↘2   |

## Инфраструктура
В 1933-41, 1944-50 годах действовал колхоз «2-й год 2-й пятилетки». В 1950-57 — бригада Лычно колхоза имени Ворошилова (Ефимов, Фёдоров, 2015).

## Транспорт
Деревня доступна по дороге регионального значения «Ровное — Высокое» 58К-576.